# Gottlob Baumann

Gottlob Baumann

Gottlob Baumann (* 10. Oktober 1794 in Besigheim; † 3. Oktober 1856 in Kemnat) war ein deutscher Pfarrer in Notzingen und Kemnat. Er gehörte dem Kreis der schwäbischen Pietisten an und wirkte bei Albert Knapps 1837 erschienenem Evangelischem Liederschatz und bei der Landessynode 1841 an der Auswahl der evangelischen Kirchenlieder für Württemberg mit.

## Leben
Er war der dritte von fünf Söhnen des Besigheimer Lateinschulen-Präceptors Johann Friedrich Gumbert Baumann und der Christiane Friederike Rivinius. Der Vater wurde 1805 Diakon in Besigheim, ihm folgte als Präzeptor ein Herr Breuning, bei dem der junge Gottlob seine schulische Ausbildung abschloss. Da er wenig Neigung zur Wissenschaft zeigte, bestimmten die Eltern für ihn eine kaufmännische Ausbildung. Seine Lehrzeit verbrachte er in Stuttgart, wo er in einem religiösen Haus untergebracht war, was ihn nachhaltig prägte.
Nach sieben Jahren kaufmännischer Tätigkeit bezog er 1815 das Stuttgarter Gymnasium und absolvierte anschließend in Tübingen ein Theologiestudium bei den Professoren Flatt, Bengel, Wurm und Steudel. Im ersten Studienjahr lebte er mit seinem älteren Bruder zusammen, der ebenfalls Theologie studierte. Nach Abschluss des Studiums 1819 kam er nach Kemnat, wo er als Vikar seinem dort seit 1808 als Pfarrer tätigen und inzwischen erkrankten Vater zur Seite trat. Nach dem Tod des Vaters im Frühjahr 1821 blieb er noch einige Monate in Kemnat und wechselte dann auf eine Pfarrvikarstelle zur Pfarrei Notzingen und Wellingen. Dort nahm er auch die verwitwete Mutter bei sich auf.
In Notzingen kam ihm seine kaufmännische Ausbildung zugute, so dass es ihm dort gelang, ein neues Pfarrhaus, eine neue Kirche und ein neues evangelisches Schulhaus erbauen zu lassen. Von Notzingen aus war er häufiger Gast bei Herzogin Henriette von Württemberg in Kirchheim. Zu seinen Vertrauten zählte auch der Kirchheimer Diakon Albert Knapp. Diesem war er bei der Herausgabe des fast 4000 geistliche Lieder umfassenden Evangelischen Liederschatzes behilflich.
Kurz nach dem Tod der Mutter 1839 wechselte er auf die frei gewordene Pfarrstelle nach Kemnat, das er 18 Jahre zuvor verlassen hatte. 1841 gehörte er der Landessynode an und nahm an den Beratungen zur Gestaltung des neuen Landesgesangbuches teil, wobei er sich für die Aufnahme von Liedern von Gottfried Arnold, Ludwig Friedrich Richter und Gerhard Tersteegen einsetzte. Nicht alle Vorschläge Baumanns fanden Gehör, so dass er die nicht zum Zuge gekommenen Lieder mit in sein Christliches Hausbüchlein aufnahm, das bis 1865 eine Auflage von 30.000 Stück erreichte und später mehrfach neu aufgelegt wurde. In Kemnat blieb er weiter mit Albert Knapp verbunden, zu seinen Vertrauten dort zählten außerdem der Birkacher Pfarrer Romig, der Ruither Pfarrer Haas und der Waiblinger Dekan Bührer.
1842 nahm er seine Nichte Emilie Baumann als Haushälterin bei sich auf, die ihm bis zu seinem Tod verbunden blieb. 1844 wurde er zum Vorstand der Kinderrettungsanstalt in Plieningen gewählt. 1850 brach Baumann sich ein Bein und war daraufhin ungefähr ein Jahr lang an Krücken gefesselt, so dass seine Aktivitäten merklich nachließen. 1855 erlitt er einen Schlaganfall, dem sich weitere Gebrechen anschlossen. Kurz vor seinem 62. Geburtstag starb er im Pfarrhaus in Kemnat. Bei seiner Beisetzung am 7. Oktober 1856 in Kemnat hielt Albert Knapp die Leichenrede. Knapp hat eine posthume Würdigung Baumanns herausgegeben. Freunde Baumanns haben 1865 posthum noch eine Sammlung seiner Predigten veröffentlicht.

## Schriften
- Christliches Hausbüchlein
- Neunundsiebenzig Predigten über die Evangelien, Stuttgart 1865